# The Howlin' Wolf Album
The Howlin' Wolf Album е третият студиен албум на американския блусмен Хаулин Уулф. В него са направени нови аранжименти на няколко класчески песни на мзуканта като са смесени блус и психеделичен рок. Уулф не харесва изобщо албума и Chess Records отразяват това в обложката (на нея пише: „Това на новия албум на Хаулин Уулф. Той не го харесва. Първоначално не харесваше и електрическата си китара.“. Албумът достига 69-о място в класацията на Билборд за черни албуми, а сингъла „Evil“ до 43-то.
През 1968 г. Chess правят опит да модернизират звученето Хаулин Уулф и Мъди Уотърс като ги убеждават да запишат албуми подобни от психеделичните аранжименти на Джими Хендрикс. Резултатът е Electric Mud на Уотърс и The Howlin' Wolf Album на Уулф. Двата албума са записани с един и същи състав. Уулф не харесва новия звук и счита, че това не е блус. Според китариста Пит Кози по време на записите Уулф го погледнал и казал: „Защо не вземеш тези уа-уа педали и другите гадости и не ги хвърлиш в езерото на път за бръснарницата?“

## Състав
- Хаулин Уулф – китара, хармоника, вокали
- Джийн Бардж – валдхорна, електрически саксофон
- Пит Кози – китара, китара с лък
- Хюбърт Съмлин – китара
- Роланд Фоулкнър – барабани
- Дон Мърик – флейта
- Луис Сейтърфийлд – бас
- Фил Ъпчърч – бас, китара